# Condado de Currituck
O Condado de Currituck é um dos 100 condados do estado americano da Carolina do Norte. A sede do condado é Currituck, e sua maior cidade é Currituck. O condado possui uma área de 1 361 km² (dos quais 684 km² estão cobertos por água), uma população de 18 190 habitantes, e uma densidade populacional de 27 hab/km² (segundo o censo nacional de 2000). O condado foi fundado em 1668.